# Lord-lieutenant du Hampshire
Ceci est une liste de personnes qui ont servi comme Lord Lieutenant du Hampshire. Depuis 1688, tous les Lord Lieutenants ont été également Custos Rotulorum of Hampshire.
Jusqu'en 1959, le comté administratif a été nommé le comté de Southampton
- William Paulet 1er marquis de Winchester 1551–?
- William Paulet, 3e marquis de Winchester bef. 1585 – 24 novembre 1598 conjoitement avec
- Henry Radclyffe 3 juillet 1585 – 14 décembre 1593
- Charles Blount, 1er comte de Devonshire 4 août 1595 – 3 avril 1606 conjointement avec
- George Carey 29 octobre 1597 – 8 septembre 1603 et
- Henry Wriothesley 10 avril 1604 – 10 novembre 1624
- Edward Conway 9 mai 1625 – 3 janvier 1631
- Richard Weston 8 février 1631 – 13 mars 1635
- James Stewart 1er duc de Richmond 29 mai 1635 – 1642 conjointement avec
- Jerome Weston, 2e comte de Portland 29 mai 1635 – 1642 et
- Thomas Wriothesley (4e comte de Southampton) 3 juin 1641 – 1642
- Interregnum
- Thomas Wriothesley, 4e comte de Southampton 24 septembre 1660 – 16 mai 1667
- Charles Paulet, Lord St John 20 décembre 1667 – 1675
- Edward Noel (1er comte de Gainsborough) 20 mars 1676 – 24 décembre 1687 conjoitement avec
- Wriothesley Noel, vicomte Campden 9 avril 1684 – 24 décembre 1687
- James FitzJames (1er duc de Berwick) 24 décembre 1687 – 4 avril 1689
- Charles Paulet (1er duc de Bolton) 4 avril 1689 – 27 février 1699
- Charles Paulet (2e duc de Bolton) 11 juin 1699 – 15 septembre 1710
- Henry Somerset (2e duc de Beaufort) 15 septembre 1710 – 24 mai 1714
- Charles Paulet (2e duc de Bolton) 5 août 1714 – 21 janvier 1722
- Charles Powlett 3e duc de Bolton 8 février 1722 – 3 septembre 1733
- John Wallop (1er comte de Portsmouth) 3 septembre 1733 – 19 juillet 1742
- Charles Powlett, 3e duc de Bolton 19 juillet 1742 – 26 août 1754
- Harry Powlett (4e duc de Bolton) 13 novembre 1754 – 25 octobre 1758
- Charles Powlett (5e duc de Bolton) 25 octobre 1758 – 15 juin 1763
- James Brydges, marquis de Carnarvon 15 juin 1763 – 20 août 1764
- Robert Henley (1er comte de Northington) 20 août 1764 – 6 février 1771
- James Brydges (3e duc de Chandos) 6 février 1771 – 10 mai 1780
- George Pitt (1er baron Rivers) 10 mai 1780 – 15 avril 1782
- Harry Powlett (6e duc de Bolton) 15 avril 1782 – 5 avril 1793
- In commission: 1793–1798
  - George Paulet
  - Sir William Heathcote, 3e baronnet
  - William John Chute
- Charles Paulet, comte de Wiltshire 3 mars 1798 – 1er mars 1800
- Thomas Orde-Powlett, 1er baron Bolton 1er mars 1800 – 30 juillet 1807
- James Harris (1er comte de Malmesbury) 22 août 1807 – 21 novembre 1820
- Arthur Wellesley, 1er duc de Wellington 27 décembre 1820 – 1er septembre 1852
- John Paulet (14e marquis de Winchester) 27 octobre 1852 – 4 juillet 1887
- Henry Herbert (4e comte de Carnarvon) 6 août 1887 – 29 juin 1890
- Thomas Baring (1er comte de Northbrook) 7 novembre 1890 – 15 novembre 1904
- Henry Paulet (16e marquis de Winchester) 21 décembre 1904 – 24 janvier 1918
- John Edward Bernard Seely, 1er baron Mottistone 24 janvier 1918 – 7 novembre 1947
- Wyndham Portal, 1er vicomte Portal 12 décembre 1947 – 6 mai 1949
- Gerald Wellesley (7e duc de Wellington) 9 septembre 1949 – 19 septembre 1960
- Alexander Francis St Vincent Baring, 6e baron Ashburton 19 septembre 1960 – 1973
- William James Harris, 6e comte de Malmesbury 16 avril 1973 – 1982
- Lt. Col. Sir James Walter Scott, 2e baronnet 17 décembre 1982 – 2 novembre 1993[1]
- Dame Mary Fagan 28 mars 1994 – 11 septembre 2014[2]
- Nigel Atkinson 11 septembre 2014 - présent [3]

## Deputy Lieutenants
- Arthur Wellesley, 4e Duc de Wellington 11 février 1901 [4]
- James Edward Harris, 5e Comte de Malmesbury 11 février 1901 [4]
- William Holding 13 février 1901 [4]